# فورتزا موتوراسپورت
فورتزا موتوراسپورت (به انگلیسی: Forza Motorsport) یک بازی ویدئویی به سبک شبیه‌سازی مسابقه است که توسط ترن ۱۰ استودیوز توسعه یافته و به‌وسیله استودیو مایکروسافت به طور انحصاری برای کنسول اکس‌باکس منتشر شده‌است. واژه فورتزا در زبان ایتالیایی به معنای «نیرو» است. این بازی اولین نسخه از مجموعه بازی‌های فورتزا به‌شمار می‌رود، سری بازی که در کنسول‌های بعدی مایکروسافت، شامل اکس‌باکس ۳۶۰، اکس‌باکس وان و سیستم‌عامل مایکروسافت ویندوز ادامه دارد. بازی دارای ویژگی‌هایی از قبیل ۲۰۰ خودرو و چندین میدان مسابقه واقعی در جهان یا ساختگی است. بر طبق بازبینی جمعی وبگاه متاکریتیک، فورتزا موتوراسپورت با واکنش‌های بسیار خوبی همراه بود و با میانگین امتیاز ۹۲ از ۱۰۰ قرار دارد.